# Kremenecký rajón
Kremenecký rajón (ukrajinsky Кременецький район, Kremenec’kyj rajon) je jedním z rajónů (okresů) Ternopilské oblasti na západní Ukrajině. Na ploše 2 650 km² zde žije 140 900 obyvatel (2021).

## Historie
Území patří historicky do Volyně, na rozdíl od zbytku Ternopilské oblasti, která náleží k Haliči.
Původní rajón byl vytvořen v roce 1940 po připojení regionu pod Ukrajinskou SSR.
Po administrativně-teritoriální reformě v červenci 2020 se do nového rajónu připojily Borsukivské, Velkoderkalské, Lanivecké, Lopušenské, Počajivské, Šumské a Vyšnivecké hormady a město Kremenec.

## Geografie
Rajón se nachází na severu Ternopilské oblasti, kde rajón na severu hraničí Rovenskou oblastí, na západě s Lvovskou oblastí, na jihu s Ternopilským rajónem a na východě s Chmelnyckou oblastí.
Na severu je rajón převážně hornatý, nachází se zde Kremeněcká vysočina, která je součástí Volyňsko-Podilské vrchoviny. Na jihu se nacházejí spíše pahorkatiny a lesostepi. Rajón se rozděluje na Malý Podil (sever) a Chladný Podil (jih). Hlavní řekou rajónu je Horyň, který je pravý přítok Pripjati.